# Warzymice (przystanek kolejowy)
Warzymice – dawny kolejowy przystanek osobowy na linii kolejowej nr 409 w Warzymicach, w województwie zachodniopomorskim, w Polsce.